# Nephrurus laevissimus
Nephrurus laevissimus är en ödleart som beskrevs av  Mertens 1958. Nephrurus laevissimus ingår i släktet Nephrurus och familjen geckoödlor. Inga underarter finns listade i Catalogue of Life.